# Eumera transcaucasia
Eumera transcaucasia là một loài bướm đêm trong họ Geometridae.